# Медицина Стародавнього Єгипту

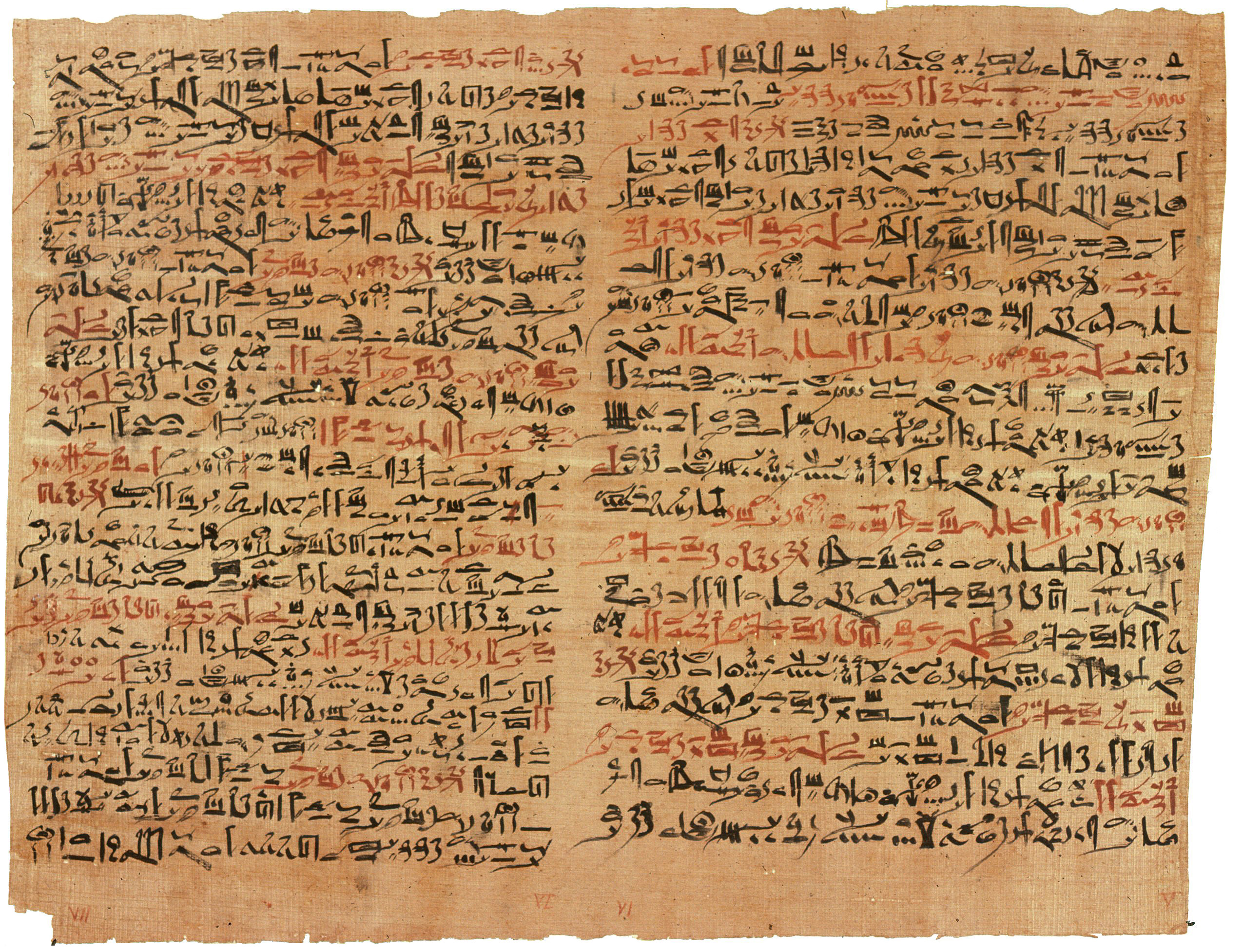
Папірус Едвіна Сміта, найстаріший у світі хірургічний документ, що зберігся

Медицина Стародавнього Єгипту — медична система, що була передовою для свого часу в деяких історичних періодах і включала в себе просту неінвазивну хірургію, способи лікування переламів і великий набір фармакопеї при цьому поєднувала застосування магічних засобів. Традиції лікування в Стародавньому Єгипті складалися в взаємодії з медициною Стародавньої Месопотамії. Вона справила великий вплив на становлення медицини Стародавньої Греції, що вважається попередницею сучасної наукової медицини.

## Характеристика
Основним джерелом інформації з давньоєгипетської медицини довгий час були повідомлення давньогрецьких авторів, але розшифровка в 1822 році давньоєгипетських ієрогліфів дозволила прочитати тексти на папірусах, що стосуються медичних знань Стародавнього Єгипту.
Є найдавнішою з документованих медичних систем. З XXXIII ст. до н. е. до перського вторгнення в 525 році до н. е. вона не зазнала особливих змін в плані практики. Вперше про існування медичних трактатів у Стародавньому Єгипті говориться в записі на стіні гробниці Уаш-Птаха — головного архітектора фараона Неферірікара I з V династії (ХХ ст. до н. е.). У цьому написі приводиться клінічна картина раптової смерті архітектора, яка, за сучасними уявленнями, нагадує інфаркт міокарда або інсульт мозку.
В даний час відомо 10 основних папірусів, повністю або частково присвячених лікуванню. Всі вони є списками з більш ранніх трактатів. Найстарішим є медичний папірус, що датується близько 1800 роком до н. е. Один його розділів присвячено веденню пологів, а інший — лікуванню тварин, що свідчить про існування в Стародавньому Єгипті ветеринарії (особливо з огляду на тамтешню любов до тварин). У той же час були складені IV і V папіруси з Рамессеума, в яких описані прийоми магічного лікування. Найбільш повні відомості про медицину Стародавнього Єгипту дають два папіруси, датовані близько 1550 року до н. е. — великий медичний папірус Георга Еберса і папірус з хірургії Едвіна Сміта.
Одним із найважливіших медичних текстів стародавнього Єгипту є папірус Еберса, який датується приблизно 1550 роком до нашої ери. Цей папірус містить інформацію про понад 800 лікарських рослин і докладно описує лікування різноманітних станів, включаючи закрепи, геморой та захворювання очей. Папірус Едвіна Сміта, датований приблизно 1600 роком до нашої ери, є ще одним важливим медичним текстом, який містить інформацію про хірургічні методи, включаючи лікування переломів і травм голови та хребта. Текст папіруса написаний ієратичним письмом і описує анатомічні спостереження та обстеження, діагностику, лікування та прогноз 48 типів медичних проблем у вишуканих деталях, описує використання шин і пов’язок для знерухомлення пошкоджених кінцівок, зашивання ран швами, запобігання та лікування інфекції медом і запліснявілим хлібом, зупинку кровотечі, іммобілізацію ушкоджень голови та спинного мозку.
Єгиптяни були обізнані щодо існування пульсу і його зв'язку між серцем. Автор «папірусу Сміта» навіть мав деяке уявлення стосовно серцево-судинної системи, хоча і не немав уявлення про кровообіг. Єгипетські лікарі асоціювали ушкодження мозку з порушенням функції інших частин тіла. Їм були відомі так звані рухові паралічі кінцівок при пораненнях голови.
Поділяли причини хвороб на природні і надприродні. До перших вони відносили нездорову їжу, несприятливі кліматичні і погодні фактори, наявність кишкових паразитів. Надприродні причини хвороб єгиптяни вбачали у вселення в організм злих духів померлих.
Найпоширенішими захворюваннями були: головні болі, варикозне розширення вен, часто через високу температуру клімату; шистосомоз, при контакті із зараженою водою; пневмоконіоз; горб, через спинний туберкульоз або вади розвитку; недостатне харчування і рахіт, захворювання, характерні для найбідніших громадян:проказа; ожиріння; поліомієліт; захворювання шлунково-кишкового тракту.

## Лікування

### Особливості
Стародавні єгиптяни розробили свою теорію «каналів», які несли повітря, воду і кров в організмі за аналогією з річкою Ніл: якщо він стануть заблокованими, поля стануть нездоровими. Цей принцип застосовувався до тіла: якщо людина була хвора, то потрібно використовувати проносні, щоб розблокувати «канали».
Численні медичні практики були ефективними, наприклад, хірургічні процедури, наведені в «папірусі Сміта». Поради для збереження здоров'я включали рекомендації митися і голити тіло, зокрема під пахвами, оскільки це запобігало інфекціям. Також зверталася увага на харчування, рекомендувалося уникати продуктів, таких як сира риба або сире м'ясо інших тварин, яке вважалося нечистим.
Багато методів були неефективними або шкідливі — зокрема, багато рецептів ліків містили гній, який містить продукти бродіння і цвілі; деякі з них мають цілющі властивості, але також і бактерії, що представляють серйозну загрозу зараження.

### Терапія
Лікарі в Єгипті радили для підтримки здоров'я регулярно, наприкінці кожного місяця, протягом 3 днів, звільняти організм від шлаків за допомогою блювотних засобів і клізм. Радили рано вставати, обтиратися холодною водою, робити пробіжки, займатися веслуванням та іншими видами фізичних вправ.
Багато ліків складалися переважно з овочів, платану, ладану, винограду, лавру, кавуна, коріння, стебла, листя, плодів рослин. Використовувалися сухими, свіжими, розтертими і просіяними або розмоченими і прокип'яченими. Вони змішувалися з пивом, оцтом, медом або жиром. На підставі вивчення рецептів вдалося розшифрувати назви окремих рослин. Серед них зустрічаються такі, які з успіхом застосовуються і в наші дні: алое, аніс, білена, насіння льону, подорожник, цибуля, мак, фінік, ялівець. Ліки також виготовлялися з мінералів — кам'яна сіль, малахіт, натрит. Застосовувався також лікувальний масаж, особливо стосовно хвороб судин.
Напис на кам'яній брилі, знайдена в околицях Дендери, свідчить про те, що за тисячі років до наших часів стародавні єгиптяни пов'язували поширення хвороби аат (малярії) з комарами. Радили протягом декількох тижнів після спаду води в Нілі, поки не просохнуть калюжі, не виходити з приміщень після заходу сонця, щоб не бути покусаним комарами, які викликають аат.
Велика увага приділялася гігієні, особливо у масових скупченнях населення. Самі єгиптяни милися двічі на день, щоденно застосовували душ. Під час великих будівельних проектів гігієну контролювали лікарі, які суворо стежили за тим, щоб робітники милися після роботи, міняли стегнові пов'язки, з яких складався увесь одяг. Хворих негайно ізолювали, а бараки, де жили робітники, щорічно спалювали і будували нові на інших місцях.

### Хірургія
Операція була досить поширеною практикою для лікування тілесних ушкоджень. Розрізнялося 3 категорії пошкоджень: ті, що піддаються лікуванню, спірні і невиліковні захворювання. Виліковні захворювання хірурги швидко оперували. Спірними хворобами були ті, при яких хворий міг імовірно прожити без лікування, тому пацієнти, які входили в цю категорію, спостерігалися, й якщо їх хвороба зберігалася, то робилися хірургічні спроби вилікувати її.
Протезування у вигляді штучних пальців або очей існувало, але мало в більшій мірі декоративний, ніж практичний ефект. У списках з папірусу лікаря Імхотепа даються чіткі вказівки з лікування поранень м'яких тканин, техніці перев'язок, а також щодо виконання найбільш частих хірургічних операцій того часу: обрізання і кастрації.

### Гінекологія
Вважалася галуззю хірургії і лікування жіночих хвороб проводили хірурги. Гінекологічні обстеження в Стародавньому Єгипті здійснювалися досить докладно. Давнім лікарям були відомі прийоми лікування багатьох хвороб, зокрема випадання матки, запалення матки, відкриття шийки матки, раку матки.
Серед симптомів гінекологічних захворювань відзначалися виснаження, спазми матки, депресія, «закушування» матки, біль в нижній частині живота, болі в області шиї, у вухах і очах, судорожне стиснення щелеп, глухота.
У медичних папірусах містяться приписи, що стосуються лікування безпліддя, порушення родових схваток, відділення молока. Лікування передбачало промивання, сидячі ванни, обкурювання, введення лікарських песаріїв тощо Запозичуючи досвід єгиптян, стародавні греки віднесли симптоми захворювання матки до спеціального розділу.
Стародавні єгиптяни знали про тривалість вагітності. Навички акушерства в Стародавньому Єгипті викладалися в Саісі в спеціалізованому медичному закладі. У багатьох храмах існували кімнати для народження «маммісі», стіни яких вкривали численні рельєфи, що зображують народження фараона або бога. Давні єгиптянки народжували на колінах, стоячи на підставці з чотирьох цеглин.

### Стоматологія
Стоматологія перебувала на досить низькому рівні розвитку. Стан зубів більшості єгиптян було поганим через зерна занадто грубого помелу. Навіть у фараонів, при яких знаходилися найкращі єгипетські стоматологи того часу, виявлені ураження щелеп і випадання зубів. Стоматологічні захворювання могли бути навіть причиною смерті.
Лікування хвороб зубів в Стародавньому Єгипті проводили переважно консервативно, прикладаючи до хворого зуба або ясен різні пасти. У папірусі Еберса є 11 прописів таких ліків. На думку укладачів, ці пасти повинні були оздоровлювати порожнину рота, зміцнювати зуби, знімати запалення ясен (парадонтоз) і зубний біль. Хворий зуб, як правило, видаляли.

### Уринотерапія
У Стародавньому Єгипті сечі відводилося досить широке застосування як лікарському засобу. За переказом Геродота,одному з володарів вилікували хворобу очей за допомоги сечі. У папірусі Еберса гінекологічний розділ містить відомості стосовно розпізнавання термінів вагітності, статі майбутньої дитини, а також жінок, які можуть і не можуть народити.
Берлінський і Кахунський папіруси описують простий спосіб визначення статі майбутньої дитини. Пропонується змочити сечею вагітної жінки зерна ячменю і пшениці. Якщо першою проросте пшениця — народиться дівчинка, якщо ячмінь — хлопчик. Американські дослідники з університету Джорджтауна провели такі проби і отримали статистично значиме підтвердження їх ефективності. Проте раціонального пояснення цей факт поки не має.

### Фізіологія
До недавнього часу єгиптологи не могли пояснити значення слова «мету». Так в давньоєгипетських текстах називали лінії, що зв'язують деякі частини обличчя, носа, пальців, ступень ніг з внутрішніми органами. Зокрема, одна з таких «мету» пов'язувала серце і мізинець. Звідси і звичай занурювати мізинець в жертовні напої, як доказ особливої сердечності.
Напочатку XXI ст. сучасна наука про життєдіяльність організму висунула сміливу гіпотезу про існування, крім нервової та гуморальної, ще однією регулюючої системи. Функції цієї системи полягають у передачі інформації внутрішнім органам від периферійних частин тіла, пов'язаних із зовнішнім середовищем.
Ґрунтуючись на цій гіпотезі, президент англійської спільноти акупунтури Фелікс Манн довів, що на Лондонському папірусі зображена схема меридіанів — «мету» тіла людини. Виявити існування меридіанів в наш час вдалося тільки шляхом ретельного аналізу впливів на певні ділянки тіла. Виявляється відкриття сучасної фізіологією третьої регулюючої системи було надбанням єгипетських лікарів-практиків часів Нового царства.

### Магічні засоби
Для вигнання духів при надприродних хворобах використовувалися як лікарські засоби, так і різні магічні прийоми. Думали, що погані запахи і гірка їжа відлякують злих духів. Тому до складу ритуальних сумішей при магічних процедурах включали такі екзотичні продукти, як частини хвостів мишей, виділення з вух свиней, кал і сечу тварин.

## Бальзамування
Уявлення про зв'язок замогильних субстанцій з місцем поховання привели до прагнення зберегти тіло померлого від руйнування — забальзамували його. Цим займалися особи, що досконало володіли різними засобами бальзамування.
Способи бальзамування втрачені, але ефективність їх очевидна. Трупи, муміфіковані стародавніми єгиптянами кілька тисячоліть тому, збереглися до наших днів і дозволяють проводити дослідження стану здоров'я та особливостей тогочасної захворюваності.
Практика бальзамування в Стародавньому Єгипті з'явилася першим і основним джерелом знань про будову людського тіла. Бальзамування вимагало застосування і різних реактивів, що побічно сприяло зародженню уявлень про хімічну природу реакцій. Тому деякими вченими вважається, що сама назва «хімія» походить від давньої назви Єгипту — Кемет.

## Знання з анатомії
Знання єгиптян в області анатомії істотно перевищували уявлення про будову людського тіла в сусідніх країнах. Єгиптяни знали великі органи: серце, судини, нирки, кишка, м'язи тощо. Їм належить перший опис мозку. У папірусі Е.Сміта рух мозку у відкритій рані черепа порівнюється з киплячою міддю.
Водночас у Стародавньому Єгипті не розрізнялися кровоносні судини, сухожилля і нерви. За часів Нового царства, можливо трохи пізніше вже здогадувалися про важливість системи кровообігу, але більш важливою субстанцією вважали «пневму» (давньогрецький термін, суто давньоєгипетський невідомий) — невидима речовина, що містилася в повітрі. З повітрям «пневма» надходить у легені, звідти в серце, а потім по артеріях розноситься по всьому тілу. За переконанням єгиптян, здоров'я людини зберігається лише, до тих пір, поки властивості крові і «пневми» нормальні. Хвороба — результат зміни цих властивостей, що мають характер гниття.

## Інструменти та анестезія
Відомо, що давні єгиптяни застосовували ланцети, пінцети, катетери для спускання сечі, маткові дзеркала, набори інструментів для припікання і скарифікації. На стародавніх муміях знайдено скріплення розхитаних зубів з сусідніми здоровими золотою стяжкою, правильно зрощені переломи кісток.
Хірургічні інструменти, виявлені в археологічних пам'ятках, включають ножі, гаки, свердла, щипці, ваги, ложки, пилки і вази з ладаном. Єгиптянам приписують і винахід клізми.
Як знеболювальний засіб використовувалися опіум (шепен), беладона та верба (kheret), заспокійливий і снодійний — квітка й корінь лотосу, мандрагору, марихуану.

## Лікарі
У лікарів Стародавнього Єгипту була хороша репутація, і володарі інших держав навіть просили фараонів прислати до них лікарів, щоб лікувати своїх родичів. Імена деяких з лікарів Єгипту навіть залишилися в історії.
Навчання медицині відбувалися у Будинках життя (разом з іншими науками). Найвідоміші існували в Саїсі, Мемфісі, Фівах, Геліополі. Будинки життя багатьма дослідниками розглядаються як попередники університетів наступних епох.
Лікарська діяльність підпорядковувалася суворим моральним нормам. Дотримуючись їх, лікар нічим не ризикував, навіть при невдалому результаті лікування. Разом з тим порушення правил жорстоко каралося до страти. Кожен єгипетський лікар належав до певної колегії жерців. Хворі зверталися не безпосередньо до лікаря, а в храм, де їм рекомендували відповідного лікаря. Гонорар за лікування виплачувався храму, який утримував лікаря.
Лікарське мистецтво було розділене таким чином, що кожен лікар виліковує тільки одну хворобу: були окулісти, стоматологи, інші лікували хвороби голови, шлунок, внутрішні хвороби, окремі існували військові лікарі.
Найвідомішими лікарями були Імхотеп, Хесура, Песесхет (жінка-лікар), Кар, Мерітптах (усі III тис. до н. е.), Іуті та Джехутиємхеб (XIX династія), Пентху (XIV ст. до н. е.), Псамтіксенеб (VII—VI ст.), Уджагорреснет, Харсієс, Петуанейт (усі часів останніх фараонів XXVI династії),